# BRP Tubbataha
Le BRP Tubbataha (MRRV-4401) est le navire de tête de la classe Parola de patrouilleurs de la Garde côtière philippine.

## Conception
La Garde côtière philippine a précisé que le navire est un navire de maintien de l’ordre et qu’il est conçu pour mener des missions environnementales et humanitaires, ainsi que des opérations de sécurité maritime et des missions de patrouille maritime.
Le navire a été conçu avec une passerelle de navigation pare-balles et est équipé de détecteurs d’incendie, d’une capacité de vision nocturne, d’un bateau annexe et d’une capacité de radiogoniométrie.
Le navire est équipé d’équipements de communication et de surveillance radio de Rohde & Schwarz, en particulier des radios de communication logicielle M3SR des séries 4400 et 4100, et de l’équipement de surveillance radio DDF205. Ces équipements améliorent les capacités de reconnaissance, de poursuite et de communication du navire.

## Construction, livraison et mise en service
La quille du navire a été officiellement posée le 6 février 2016 et le navire a été lancé le 12 mai 2016. Il a subi des essais en mer à partir de juin 2016 jusqu’à sa livraison.
Le navire a quitté Yokohama, au Japon, le 11 août 2016 et est arrivé le 18 août 2016 dans le port de Manille, où il a été officiellement remis à la Garde côtière philippine pour se préparer aux derniers travaux d’aménagement, à la formation de l’équipage et finalement la mise en service,
Le navire a été mis en service dans le cadre des célébrations du 115e anniversaire de la fondation de la Garde côtière philippine le 12 octobre 2016 au Quai 13 de Manille, en présence du président Rodrigo Duterte et de l’ambassadeur du Japon aux Philippines, Kazuhide Ishikawa.

## Déploiements opérationnels notables
Le 3 novembre 2016, le BRP Tubbataha et le BRP Davao del Norte ont été déployés sur le haut-fond du récif de Scarborough (Panatag). Ils avaient pour mission d’effectuer des inspections, de faire sentir leur présence dans la zone et de « tâter le terrain » à la suite de l’expédition sans incident de pêcheurs philippins dans cette zone maritime contestée. Les navires ont reçu l’ordre de ne pas mener d’action provocatrice, car les navires de la Garde côtière chinoise (GCC) sont toujours stationnés près du haut-fond. Les deux navires étaient appuyés par un navire plus grand de la PCG, le BRP Pampanga.

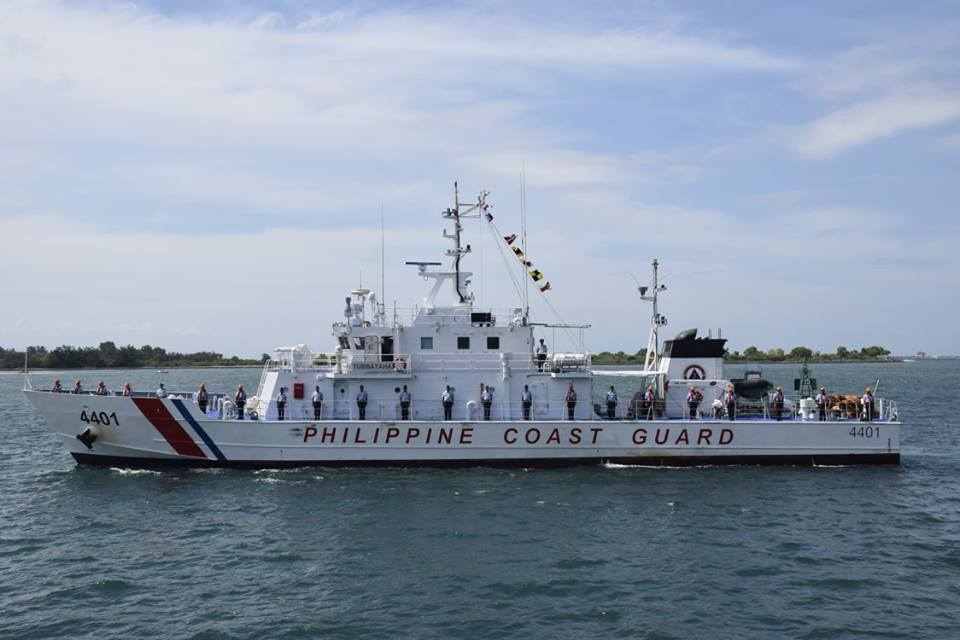
Le BRP Tubbataha durant son arrivée pour MARPOLEX 2017

Du 15 au 18 mai 2017, le BRP Tubbataha et le BRP Pampanga, le BRP Nueva Vizcaya et le TB Habagat faisaient partie de la force opérationnelle envoyée à Bali, en Indonésie, pour participer à l’exercice biennal de lutte contre la pollution maritime MARPOLEX Bali 2017, en compagnie d’autres navires de la Garde côtière philippine, ainsi que de leurs homologues de l’Indonésie et du Japon.